# Saison NBDL 2004-2005
Navigation
Saison 2003-2004 Saison 2005-2006
La saison NBDL 2004-2005 est la 4e saison de la NBA Development League, la ligue mineure de la National Basketball Association (NBA). L'Altitude d'Asheville remporte leur second titre de champion, en s'imposant en finale face aux Riverdragons de Columbus.

## Saison régulière
| Équipe                | Victoires | Défaites | % de victoires | Écart |
| --------------------- | --------- | -------- | -------------- | ----- |
| Columbus Riverdragons | 30        | 18       | 62,5           | --    |
| Asheville Altitude    | 27        | 21       | 56,3           | 3     |
| Huntsville Flight     | 27        | 21       | 56,3           | 3     |
| Roanoke Dazzle        | 26        | 22       | 54,1           | 4     |
| Fayetteville Patriots | 17        | 31       | 35,4           | 13    |
| Florida Flame         | 17        | 31       | 35,4           | 13    |

## Playoffs
|  | Demi-finales          | Demi-finales       |                       |    | Finale | Finale |
|  | Demi-finales          | Demi-finales       |                       |    | Finale | Finale |
|  |                       |                    |                       |    |        |        |
|  |                       |                    |                       |    |        |        |
|  |                       |                    |                       |    |        |        |
|  | Columbus Riverdragons | 96                 |                       |    |        |        |
|  | Columbus Riverdragons | 96                 |                       |    |        |        |
|  | Roanoke Dazzle        | 89                 |                       |    |        |        |
|  | Roanoke Dazzle        | 89                 | Columbus Riverdragons | 67 |        |        |
|  |                       |                    | Columbus Riverdragons | 67 |        |        |
|  |                       | Asheville Altitude | 90                    |    |        |        |
|  | Asheville Altitude    | Asheville Altitude | 90                    | 90 |        |        |
|  | Asheville Altitude    |                    |                       | 90 |        |        |
|  | Huntsville Flight     | 86                 |                       |    |        |        |
|  | Huntsville Flight     | 86                 |                       |    |        |        |

## Récompenses
MVP de la saison régulière : Matt Carroll (Dazzle de Roanoke)
Rookie de l'année : James Thomas (Dazzle de Roanoke)
Défenseur de l'année : Derrick Zimmerman (Riverdragons de Columbus)
| All-NBA D-League First Team : - Cory Alexander (Dazzle de Roanoke) - Matt Carroll (Dazzle de Roanoke) - Hiram Fuller (Flame de la Floride) - Kirk Haston (Flame de la Floride) - Isiah Victor (Dazzle de Roanoke) | All-NBA D-League Second Team : - Damone Brown (Flight de Huntsville) - Omar Cook (Patriots de Fayetteville) - Ron Slay (Altitude d'Asheville - James Thomas (Dazzle de Roanoke) - David Young (Patriots de Fayetteville) (ex æquo) - Derrick Zimmerman (Riverdragons de Columbus) (ex æquo) |